# ألبرتو خورخي
ألبرتو خورخي (بالإسبانية: Alberto Jorge)‏ هو لاعب كرة قدم ومدرب كرة قدم أرجنتيني، ولد في 1950 في بوينس آيرس في الأرجنتين. لعب مع كلوب ليون.